# 5178 Pattazhy
5178 Pattazhy è un asteroide della fascia principale. Scoperto nel 1989, presenta un'orbita caratterizzata da un semiasse maggiore pari a 2,2289703 au e da un'eccentricità di 0,1367142, inclinata di 3,98631° rispetto all'eclittica.
L'asteroide è dedicato allo zoologo indiano Sainudeen Pattazhy.